# Broken Strings
«Broken Strings» es el tercer sencillo de James Morrison de su segundo álbum de estudio Songs for You, Truths for Me. Fue lanzado el 8 de diciembre de 2008. La canción está interpretada a dúo con la cantautora luso-canadiense Nelly Furtado. El sencillo estuvo en las más altas posiciones de las listas europeas, en el top 3 en Reino Unido e Irlanda, y en lo alto de las listas de ventas de Alemania y Suiza.
En noviembre de 2010 apareció una nueva versión en inglés y español junto a la cantante Marta Sánchez en su álbum De par en par.

## Formatos y pistas
sencillo en CD
1. "Broken Strings" (featuring Nelly Furtado)
2. "Say It All Over Again"

Maxisencillo en CD
1. "Broken Strings" (featuring Nelly Furtado)
2. "Say It All Over Again"
3. "Broken Strings" (Live At Air Studios)
4. "You Make It Real" (Live At Air Studios)
5. "Broken Strings" (Vídeo)

Promo sencillo en CD
1. "Broken Strings" (Remix) (featuring Nelly Furtado)
2. "Broken Strings" (featuring Nelly Furtado)

## Posicionamiento
| País           | Listas (2008/2009)               | Posición |
| -------------- | -------------------------------- | -------- |
| Alemania       | German Singles Chart             | 1        |
| Austria        | Austria Singles Chart            | 2        |
| Bélgica        | Belgian Singles Chart (Flanders) | 6        |
| Canadá         | Canadian Hot 100                 | 53       |
| Chile          | Chile Top 100                    | 43       |
| Croacia        | Croatian Singles Chart e!hot 50  | 2        |
| Dinamarca      | Danish Singles Chart             | 4        |
| Estados Unidos | Billboard Hot Adult 40 Tracks    | 9        |
| Europa         | Eurochart Hot 100 Singles        | 1        |
| Holanda        | Dutch Singles Chart              | 5        |
| Irlanda        | Irish Singles Chart              | 1        |
| Israel         | Israeli Singles Chart            | 1        |
| Italia         | FIMI Singles Chart               | 2        |
| Japón          | Japan Hot 100                    | 19       |
| Letonia        | Latvian Singles Chart            | 16       |
| Nueva Zelandia | New Zealand Singles Chart        | 10       |
| Noruega        | Norwegian Singles Chart          | 16       |
| Polonia        | Polish Singles Chart             | 3        |
| Portugal       | Portugal Singles Chart           | 2        |
| Suecia         | Swedish Singles Chart            | 4        |
| Suiza          | Swiss Singles Chart              | 1        |
| Turquía        | Turkish Singles Chart            | 18       |
| Reino Unido    | UK Singles Chart                 | 2        |
| España         | Los 40 Principales               | 8        |

| Predecesor: "Hot n Cold" de Katy Perry | German Singles Chart - Sencillo n.º 1 30 de enero de 2009 | Sucesor: "Irgendwas bleibt" de Silbermond |
| Predecesor: "Hot n Cold" de Katy Perry | European Hot 100 - Sencillo n.º 1 12 de febrero de 2009   | Sucesor: "Poker Face" de Lady Gaga        |